# Gazátika
Gazátika är en ort i Grekland.   Den ligger i prefekturen Nomós Kerkýras och regionen Joniska öarna, i den västra delen av landet, 400 km nordväst om huvudstaden Aten. Gazátika ligger 68 meter över havet och antalet invånare är 143. Den ligger på ön Korfu.
Terrängen runt Gazátika är varierad. Havet är nära Gazátika åt nordost. Närmaste större samhälle är Korfu, 10,5 km sydost om Gazátika. 